# Essy Klingberg
Essy Greta Naemi Klingberg, född 28 september 1999 i Stockholm, är en svensk kulturskribent.
Klingberg började på Svenska Dagbladet 2021, som skribent och redaktör för kulturdebatt. Sedan oktober 2024 är hon även tidningens biträdande kulturchef.
Hon har tidigare varit knuten till Expressen som skribent på kultursidan. Hon har sedan 2019 även skrivit bland annat filmkritik för Nöjesguiden.